# Chloridolum addictum
Chloridolum addictum är en skalbaggsart som först beskrevs av Newman 1842.  Chloridolum addictum ingår i släktet Chloridolum och familjen långhorningar.
Artens utbredningsområde är:
- Filippinerna.
- Taiwan.

Inga underarter finns listade i Catalogue of Life.